# Liangjulang
Liangjulang is een plaats (kelurahan) in het onderdistrict (kecamatan) Kadipaten van het  regentschap Majalengka in de provincie West-Java, Indonesië. Liangjulang telt 9776 inwoners (volkstelling 2010).